# Botswana na Mistrzostwach Świata w Lekkoatletyce 2023
Botswana na Mistrzostwach Świata w Lekkoatletyce 2023 – reprezentacja Botswany podczas mistrzostw świata w Budapeszcie liczyła dwunastu zawodników, występujących w siedmiu konkurencjach. Wywalczyła dwa medale – srebrny oraz brązowy.

## Medaliści
| Medal  | Zawodnik       | Konkurencja   | Rezultat | Data        |
| ------ | -------------- | ------------- | -------- | ----------- |
| srebro | Letsile Tebogo | bieg na 100 m | 9,88     | 20 sierpnia |
| brąz   | Letsile Tebogo | bieg na 200 m | 19,81    | 25 sierpnia |

## Skład reprezentacji

### Kobiety
| Zawodniczki                                               | Konkurencja        | Eliminacje | Eliminacje | Półfinał | Półfinał | Finał | Finał   | Źródło      |
| Zawodniczki                                               | Konkurencja        | Wynik      | Pozycja    | Wynik    | Pozycja  | Wynik | Pozycja | Źródło      |
| --------------------------------------------------------- | ------------------ | ---------- | ---------- | -------- | -------- | ----- | ------- | ----------- |
| Oratile Nowe                                              | Bieg na 800 m      | 2:01,62    | 45.        | NQ       | NQ       | NQ    | NQ      | [ 1 ]       |
| Lydia Jele Oratile Nowe Galefele Moroko Obakeng Kamberuka | Sztafeta 4 × 400 m | 3:31,85    | 14.        | —        | —        | NQ    | NQ      | [ 2 ] [ 3 ] |

### Mężczyźni
| Zawodnik                                                   | Konkurencja        | Preeliminacje | Preeliminacje | Eliminacje | Eliminacje | Półfinał | Półfinał | Finał   | Finał   | Źródło               |
| Zawodnik                                                   | Konkurencja        | Wynik         | Pozycja       | Wynik      | Pozycja    | Wynik    | Pozycja  | Wynik   | Pozycja | Źródło               |
| ---------------------------------------------------------- | ------------------ | ------------- | ------------- | ---------- | ---------- | -------- | -------- | ------- | ------- | -------------------- |
| Letsile Tebogo                                             | Bieg na 100 m      | BYE           | BYE           | 10,11      | 13. Q      | 9,98     | 7. Q     | 9,88    | 2.      | [ 4 ] [ 5 ] [ 6 ]    |
| Letsile Tebogo                                             | Bieg na 200 m      | —             | —             | 20,22      | 9. Q       | 19,97    | 3. Q     | 19,81   | 3.      | [ 7 ] [ 8 ] [ 9 ]    |
| Busang Kebinatshipi                                        | Bieg na 400 m      | —             | —             | 44,80      | 9. q       | 46,39    | 22.      | NQ      | NQ      | [ 10 ] [ 11 ]        |
| Bayapo Ndori                                               | Bieg na 400 m      | —             | —             | 44,72      | 5. Q       | DNF      | DNF      | NQ      | NQ      | [ 10 ] [ 11 ]        |
| Leungo Scotch                                              | Bieg na 400 m      | —             | —             | 45,20      | 23. q      | 45,96    | 21.      | NQ      | NQ      | [ 10 ] [ 11 ]        |
| Tshepiso Masalela                                          | Bieg na 800 m      | —             | —             | 1:45,60    | 14. q      | 1:44,14  | 6. Q     | 1:45,57 | 6.      | [ 12 ] [ 13 ] [ 14 ] |
| Zibane Ngozi Baboloki Thebe Laone Ditshetelo Leungo Scotch | Sztafeta 4 × 400 m | —             | —             | 2:59,42    | 4. q       | —        | —        | DSQ     | DSQ     | [ 15 ] [ 16 ] [ 17 ] |